# Částice J/ψ
Částice J/psí nebo částice J/ψ případně také částice psí nebo částice J je druh mezonu (mezonu s neutrální vůní). Skládá se z půvabného kvarku a půvabného antikvarku.
Částici J objevila skupina vedená Samuelem Tingem na protonovém urychlovači v Brookhaven National Laboratory při experimentech s fixovaným terčem a stejnou částici pod názvem ψ objevila skupina vedená Burtonem Richterem na collideru SPEAR ve Stanfordu. Shodou okolností objev částice oznámily obě skupiny ve stejný den 11. listopadu 1974. Objev vešel do dějin jako listopadová J/ψ revoluce.